# Жило, Фабьен
Фабьен Пьер Орльен Доминик Жило (фр. Fabien Pierre Aurélien Dominique Gilot; род. 27 апреля 1984, Денен) — французский пловец, специализировавшийся в плавании кролем. Олимпийский чемпион, 3-кратный чемпион мира.
Известен своей богатой коллекцией наград в эстафете 4×100 метров вольным стилем. Жило в ней выиграл три олимпийские медали в 2008, 2012, 2016 годах (включая одно золото), а также 6 медалей на чемпионатах мира (2003, 2007, 2009, 2011, 2013, 2015).

## Биография
Родился в городе Денен, Франция. Впервые стал известен после чемпионата мира по водным видам спорта 2003 года в Барселоне, где завоевал бронзовую медаль в кролевой эстафете 4×100 метров, в составе эстафеты так же плыли: Ромайн Барнер, Жюльен Сико и Фредерик Буске.
Участник чемпионата Европы по водным видам спорта 2004 года в Мадриде, где в кролевой эстафете 4×100 метров завоевал бронзовую медаль, в составе эстафеты так же плыли: Амори Лево, Джермайн Каю и Жюльен Сико.
Участник Летних Олимпийских игр 2004 года в Афинах, плыл в кролевой эстафете 4×100 метров, в финале французы заняли 7 место.
Участник чемпионата Европы по водным видам спорта 2006 года в Будапеште, где в кролевой эстафете 4×100 метров завоевал бронзовую медаль, в составе эстафеты так же плыли: Ален Бернар, Грегори Малле и Амори Лево.
Участник чемпионата мира по водным видам спорта 2007 года в Мельбурне, где завоевал бронзовую медаль в кролевой эстафете 4×100 метров, в составе эстафеты так же плыли: Фредерик Буске, Жюльен Сико и Ален Бернар.
Участник Летних Олимпийских игр 2008 года в Пекине, где в кролевой эстафете 4×100 метров завоевал серебряную медаль, в составе эстафеты так же плыли: Амори Лево, Фредерик Буске и Ален Бернар.
Участник чемпионата мира по водным видам спорта 2009 года в Риме, где завоевал бронзовую медаль в кролевой эстафете 4×100 метров, в составе эстафеты так же плыли: Ален Бернар, Грегори Малле и Фредерик Буске.
Участник чемпионата Европы по водным видам спорта 2010 года в Будапеште, где завоевал золотую медаль в комбинированной эстафете 4×100 метров, в составе эстафеты так же плыли: Камиль Лакур, Юг Дюбоск и Фредерик Буске, серебряную медаль в кролевой эстафете 4×100 метров, в составе эстафеты так же плыли: Янник Аньель, Вилльям Мейнард и Ален Бернар. Плыл на дистанции 50 метров кролем, где завоевал бронзовую медаль, в финале проплыл за 21,76 секунды, уступил соотечественнику Фредерику Буске и шведу Стефану Нистраду.
Участник чемпионата мира по водным видам спорта 2011 года в Шанхае, где завоевал серебряную медаль в кролевой эстафете 4×100 метров, в составе эстафеты так же плыли: Ален Бернар, Жереми Стравьюс и Вилльям Мейнард, серебряную медаль в кролевой эстафете 4×200 метров, в составе эстафеты так же плыли: Янник Аньель, Грегори Малле и Жереми Стравьюс. Плыл на дистанции 100 метров кролем. В первом раунде, проплыв за 48,48 секунды, занял 5 место и вышел в полуфинал. В полуфинале, проплыв за 48,46 секунды, занял 8 место и вышел в финал. В финале проплыл за 48,13 секунды, таким образом занял 5 место.
Участник Летних Олимпийских игр 2012 года в Лондоне, где завоевал золотую медаль в кролевой эстафете 4×100 метров, в составе эстафеты так же плыли: Амори Лево, Клемент Лефер и Янник Аньель. Плыл на дистанции 100 метров кролем. В первом раунде, проплыв за 48,95 секунды, занял 14 место и вышел в полуфинал. В полуфинале, проплыв за 48,49 секунды, занял 11 место и закончил соревнования.
Участник чемпионата мира по водным видам спорта 2013 года в Барселоне, где завоевал золотую медаль в кролевой эстафете 4×100 метров, в составе эстафеты так же плыли: Янник Аньель, Флоран Маноду и Жереми Стравьюс, золотую медаль в комбинированной эстафете 4×100 метров, в составе эстафеты так же плыли: Камиль Лакур, Джакомо Перез-Дортона и Жереми Стравьюс. Плыл на дистанции 100 метров кролем. В первом раунде, проплыв за 49,07 секунды, занял 14 место и вышел в полуфинал. В полуфинале, проплыв за 48,21 секунды, занял 6 место и вышел в финал. В финале проплыл за 48,33 секунды, таким образом занял 7 место.
Участник чемпионата Европы по водным видам спорта 2014 года в Берлине, где завоевал золотую медаль в кролевой эстафете 4×100 метров, в составе эстафеты так же плыли: Мехди Метелла, Флоран Маноду и Жереми Стравьюс, серебряную медаль в комбинированной эстафете 4×100 метров, в составе эстафеты так же плыли: Жереми Стравьюс, Джакомо Перез-Дортона и Мехди Метелла. Плыл на дистанции 100 метров кролем. В первом раунде, проплыв за 49,08 секунды, занял 9 место и вышел в полуфинал. В полуфинале, проплыв за 48,67 секунды, занял 2 место и вышел в финал. В финале проплыл за 48,36 секунды, таким образом завоевал серебряную медаль, уступив соотечественникуФлорану Маноду.
Участник чемпионата мира по водным видам спорта 2015 года в Казани, где завоевал золотую медаль в кролевой эстафете 4×100 метров, в составе эстафеты так же плыли: Мехди Метелла, Флоран Маноду и Жереми Стравьюс, бронзовую медаль в комбинированной эстафете 4×100 метров, в составе эстафеты так же плыли: Камиль Лакур, Джакомо Перез-Дортона и Мехди Метелла. Плыл на дистанции 100 метров кролем. В первом раунде, проплыв за 48,73 секунды, занял 10 место и вышел в полуфинал. В полуфинале, проплыв за 48,65 секунды, занял 11 место и закончил соревнования.
На летних Олимпийских играх 2016 года в Рио-де-Жанейро завоевал серебряную медаль в эстафете 4×100 м вольным стилем, посвятив эту награду пережившему Холокост деду.